# Karl Dirnagl

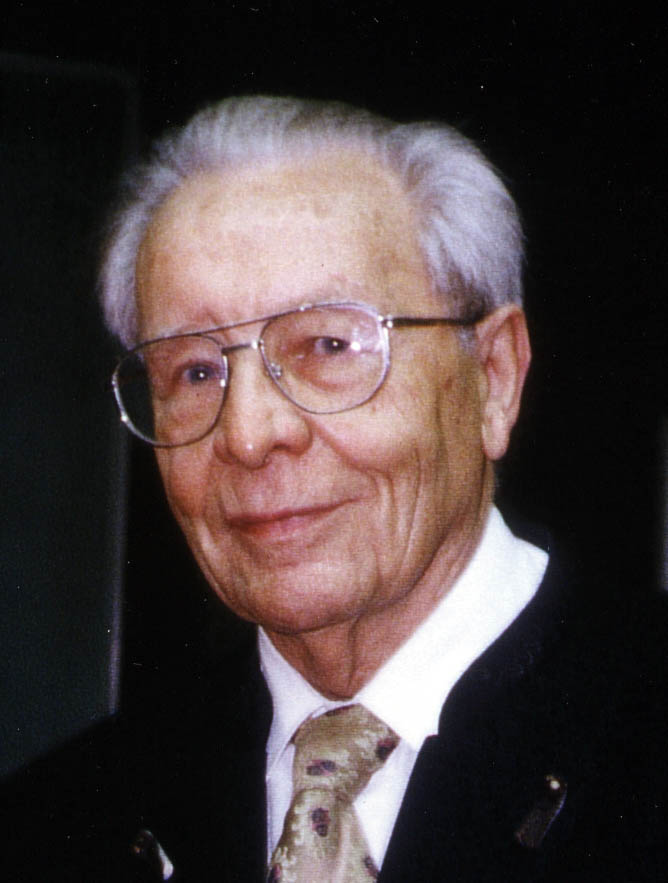
Karl Dirnagl (1990)

Karl Dirnagl (* 31. Oktober 1917 in München; † 16. April 2004 in Riederau (Dießen am Ammersee)) war ein deutscher Physiker, Balneologe und Bioklimatologe.
Karl Dirnagl studierte Physik in München. Er forschte in Riederau im American Bioclimatic Research Institute von Manfred Curry an Wirkungen des Wetters auf den Menschen, insbesondere von Ozon. Im Jahre 1950 wechselte er als wissenschaftlicher Mitarbeiter an das neu gegründete Institut für Balneologie bei der Universität München, das er mit begründete. Karl Dirnagl war einer der wissenschaftlichen Pioniere der Balneologie und Bioklimatologie. Dirnagl forschte mehr als 60 Jahre zu Wirkmechanismen, welche dem Einfluss von Bädern und dem Wetter auf das Befinden und die Gesundheit des Menschen zugrunde liegen. Er forschte zu einer Vielzahl von biophysikalischen Themen. und entwickelte eine Reihe von Messinstrumenten und Verfahren Zuletzt war er Leitender Akademischer Direktor am Institut für medizinische Balneologie und Klimatologie. Kurz vor seinem Tod im Jahre 2004 veröffentlichte er seine Autobiographie, welche auch Einblicke in die Geschichte der Bäderheilkunde gibt.

## Publikationen (Auswahl)
- Meßmethoden zum Studium biologischer Wirkungen des bodennahen Ozons. In: Zeitschrift für Hygiene und Infektionskrankheiten, 1948. doi:10.1007/BF02284891
- Mit Hans-Rudolf Presch: Untersuchungen über die Jodresorption im Bade mit Hilfe von Radiojod. In: Klinische Wochenschrift, Juni 1953, Band 31, Nr. 21–22, S. 525–527. doi:10.1007/BF01477589
- Die Föhnkrankheit: Massensuggestion oder biometeorologisches Problem? Abbottempo, Deutsche Abbott GmbH. Buch 2 (1967), S. 28–33.
- Mit A. Schuh und H. Römmelt: Zur Beurteilung der Luftreinheit in Kurorten. In: Heilbad & Kurort, 1985